# القرية الجامعية (مانهاتن)
القرية الجامعية (بالإنجليزية: University Village)‏ هي عبارة عن مجمع من 3 مباني سكنية تقع في قرية غرينتش في مانهاتن السفلى في مدينة نيويورك. المجمع مملوك لجامعة نيويورك وتم بناؤه في الستينيات كجزء من تحويل الجامعة إلى كلية سكنية. أحد الأبراج وهو 505 لاغوارديا بليس، كان عبارة عن جمعية تعاونية لا تؤوي الطلاب، والبرجان الآخران، البرج الفضي الأول والبرج الفضي الثاني، يأويان أعضاء هيئة التدريس وطلاب الدراسات العليا بجامعة نيويورك. تم تصميم المباني من قبل المهندسين المعماريين المعاصرين جيمس إنغو فريد وآي إم بي، وتحتوي الساحة المركزية على منحوتة لكارل نيجار وبابلو بيكاسو. في عام 2008، تم تصنيف المجمع كمعلم بارز لمدينة نيويورك من قبل لجنة الحفاظ على المعالم.

## التاريخ
في عام 1953، قامت لجنة العمدة لإزالة الأحياء الفقيرة بتعيين 3مجمعات سكنية كبيرة في منطقة قرية غرينتش لإعادة تطويرها بموجب الباب 1 من قانون الإسكان لعام 1949.
كان المشروع معروفًا باسم منطقة إعادة تطوير جنوب شرق واشنطن سكوير، حيث تم منح الكتلة الكبيرة في أقصى الشمال لجامعة نيويورك للأغراض التعليمية والمربعين السفليين لشركة قرية واشنطن سكوير. أصبح المبنى الشمالي الكبير في النهاية موقعًا للعديد من مباني جامعة نيويورك، بما في ذلك مكتبة بوبست، وقاعة تيش التابعة لكلية ستيرن للأعمال، وقاعة وارن ويفر. ومع ذلك، أدى ضعف مبيعات الشقق في مباني واشنطن سكوير فيلدج في المبنى المركزي إلى قيام الشركة ببيع المبنى السكني الواقع في أقصى الجنوب إلى جامعة نيويورك في عام 1960. وكجزء من عملية البيع، طُلب من جامعة نيويورك تطوير 175 وحدة سكنية لذوي الدخل المنخفض.
في عام 1960، استأجرت جامعة نيويورك شركة آي إم بي وشركاه، التي عُرفت فيما بعد باسمباي كوب فريد وشركاه، لتصميم المجمع. بينما ساهم آي إم بي في عملية التصميم، كان المهندس المعماري الرئيسي للموقع هو جيمس إنغو فريد. كان هذا جزءًا من برنامج بدأته الجامعة في الخمسينيات من القرن الماضي لتحويل نفسها من كلية ركاب منتشرة في جميع أنحاء المدينة بأكملها إلى كلية سكنية تتمركز في منطقة واشنطن سكوير بقرية غرينتش. في الأصل كان من المقرر أن يشتمل الموقع على مبنى سكني منخفض الارتفاع. ومع ذلك، طلب باي تعديل الخطة لتشمل الأبراج الشاهقة فقط لمنع الموقع من أن تطغى عليه المباني بصريًا. مع الخطة النهائية المكونة من ثلاثة أبراج مكونة من 30 طابقًا والتي وافقت عليها المدينة، بدأ البناء في أيلول 1964 واكتمل في تشرين الأول 1966. سيصبح البرج الواقع في لاغوارديا بليس بمثابة تعاونية في إطار برنامج ميتشل لاما لتلبية متطلبات الإسكان لذوي الدخل المنخفض، بينما سيصبح البرجان الواقعان في 100 و110 شارع بليكر شققًا لأعضاء هيئة التدريس وطلاب الدراسات العليا بالجامعة.
في عام 1974، تمت إعادة تسمية البرجين اللذين يضمان أعضاء هيئة التدريس وطلاب الدراسات العليا بالجامعة باسم جوليوس سيلفر، وهو أحد خريجي جامعة نيويورك والذي ورث لاحقًا 150 مليون دولار للجامعة. في عام 1981 قامت الجامعة ببناء مركز كولز للرياضة والترفيه المكون من طابق واحد، والذي صممه آدامز سلافين أسوشيتس، في الجزء الشرقي من المبنى الضخم. كان هذا تغيير في خطة الموقع الأصلية، والتي كانت ستشمل مدرسة ابتدائية تجريبية تديرها جامعة نيويورك في الجزء الشرقي من المبنى السكني الكبير.
في عام 2003، طلبت جمعية قرية غرينتش من لجنة الحفاظ على معالم مدينة نيويورك تعيين المبنى الضخم بأكمله كمعلم تاريخي. كان من الممكن أن يشمل ذلك الأبراج الثلاثة، والفناء المركزي، وسوبر ماركت مورتون ويليامز الموجود في الموقع منذ عام 1961 والذي اشترته جامعة نيويورك في عام 2000.
في عام 2008، أكملت اللجنة جلسات الاستماع بشأن الطلب وحددت الأبراج الثلاثة والفناء المركزي كمعلم تاريخي.
أدى هذا إلى إنهاء خطة جامعة نيويورك لإضافة برج رابع مكون من 40 طابقًا إلى الموقع كجزء من خطة جامعة نيويورك 2031 ، حيث تغطي المنطقة الأصغر المخصصة كمعلم المواقع المحتملة لأي مبنى جديد.

في تموز 2012، صوت مجلس مدينة نيويورك بالموافقة على خطة "جامعة نيويورك 2031" لتوسيع الجامعة، والتي دعت إلى بناء مبنيين جديدين في المربع السكني الكبير سيلفر تاورز، ومبنيين آخرين في المبنى السكني الكبير في واشنطن سكوير فيلاج، بإجمالي 1.9 مليون قدم مربع من المساحات السكنية والأكاديمية والمكاتب وغيرها من المساحات الجديدة.

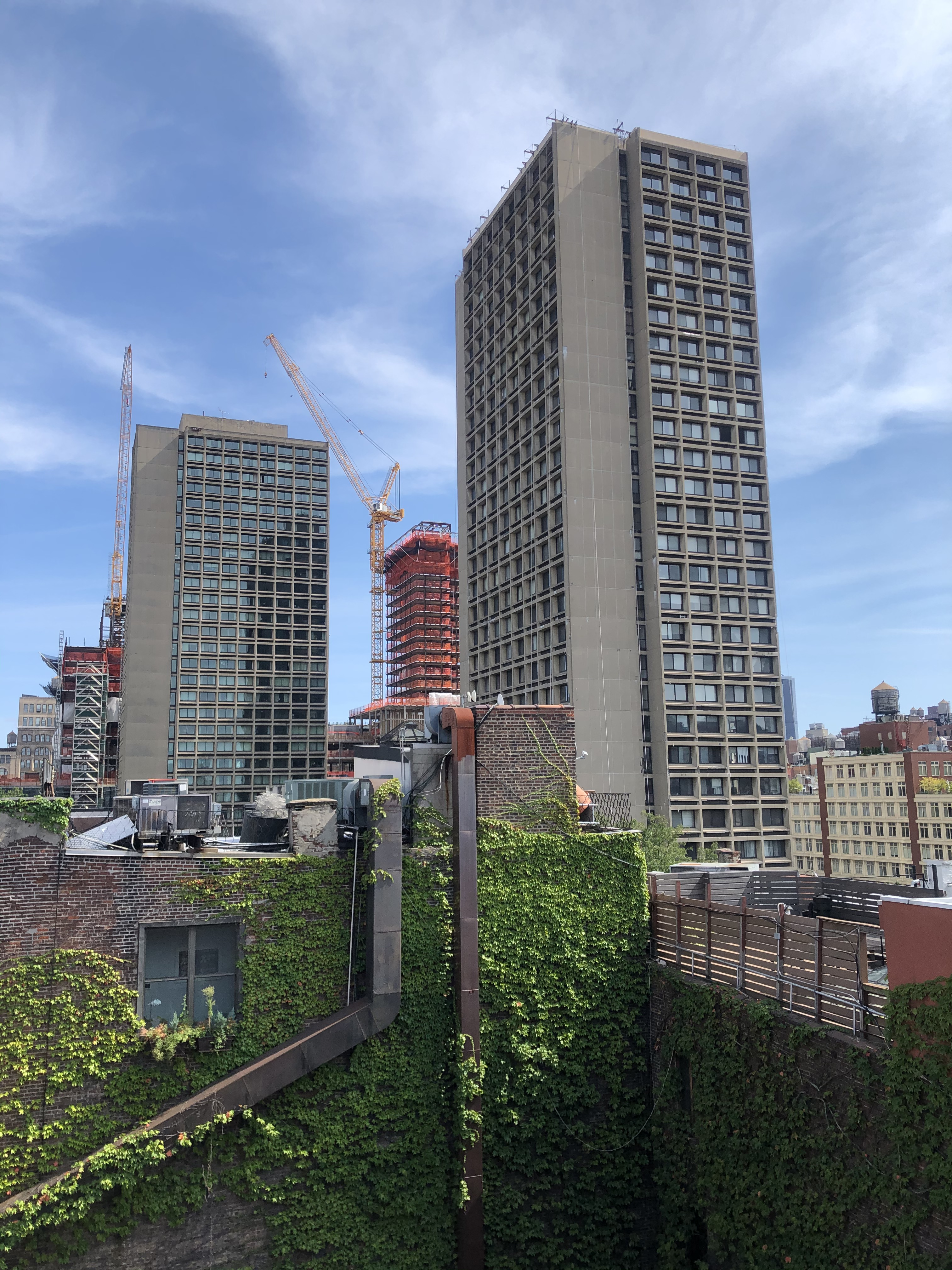
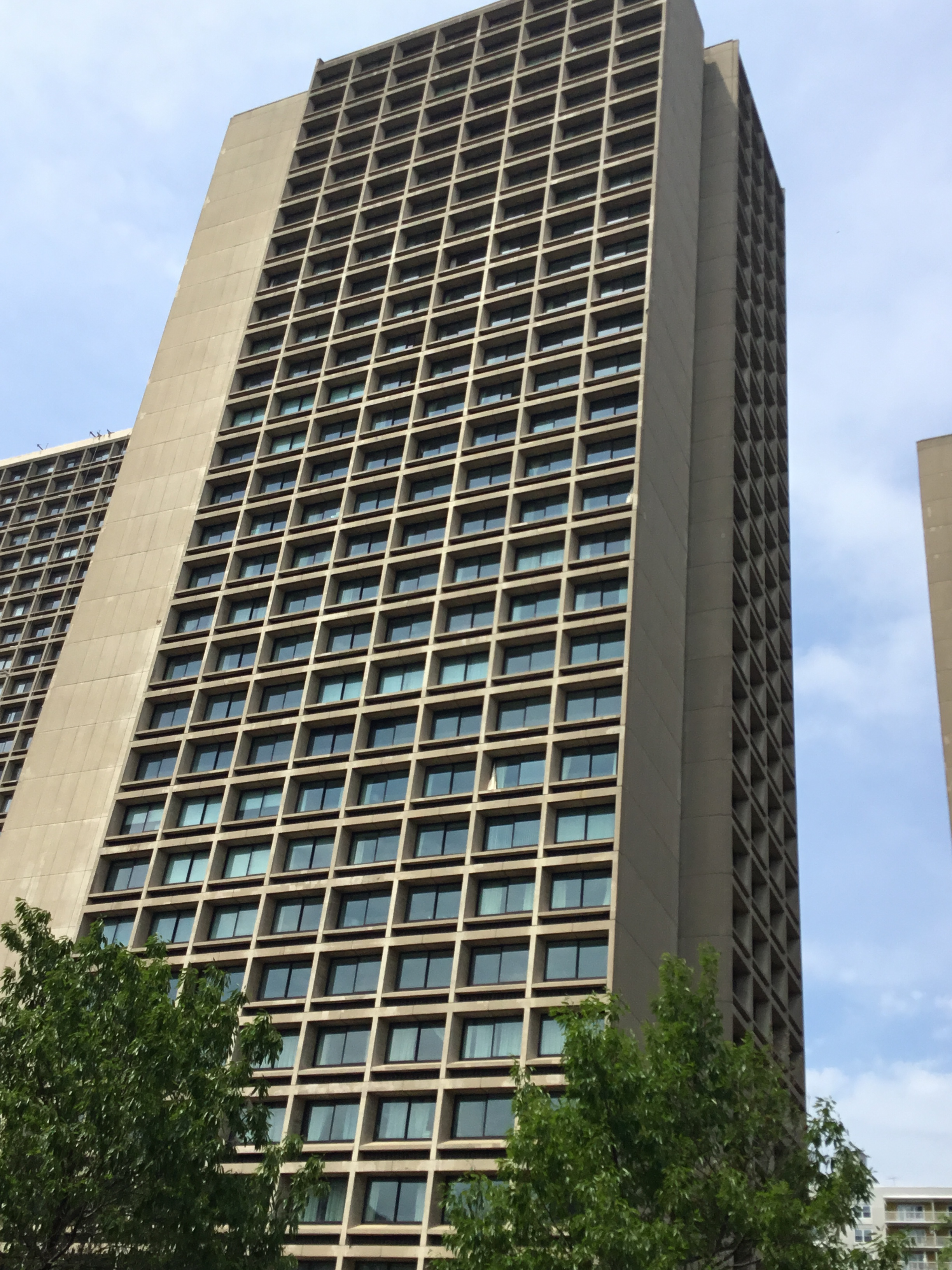
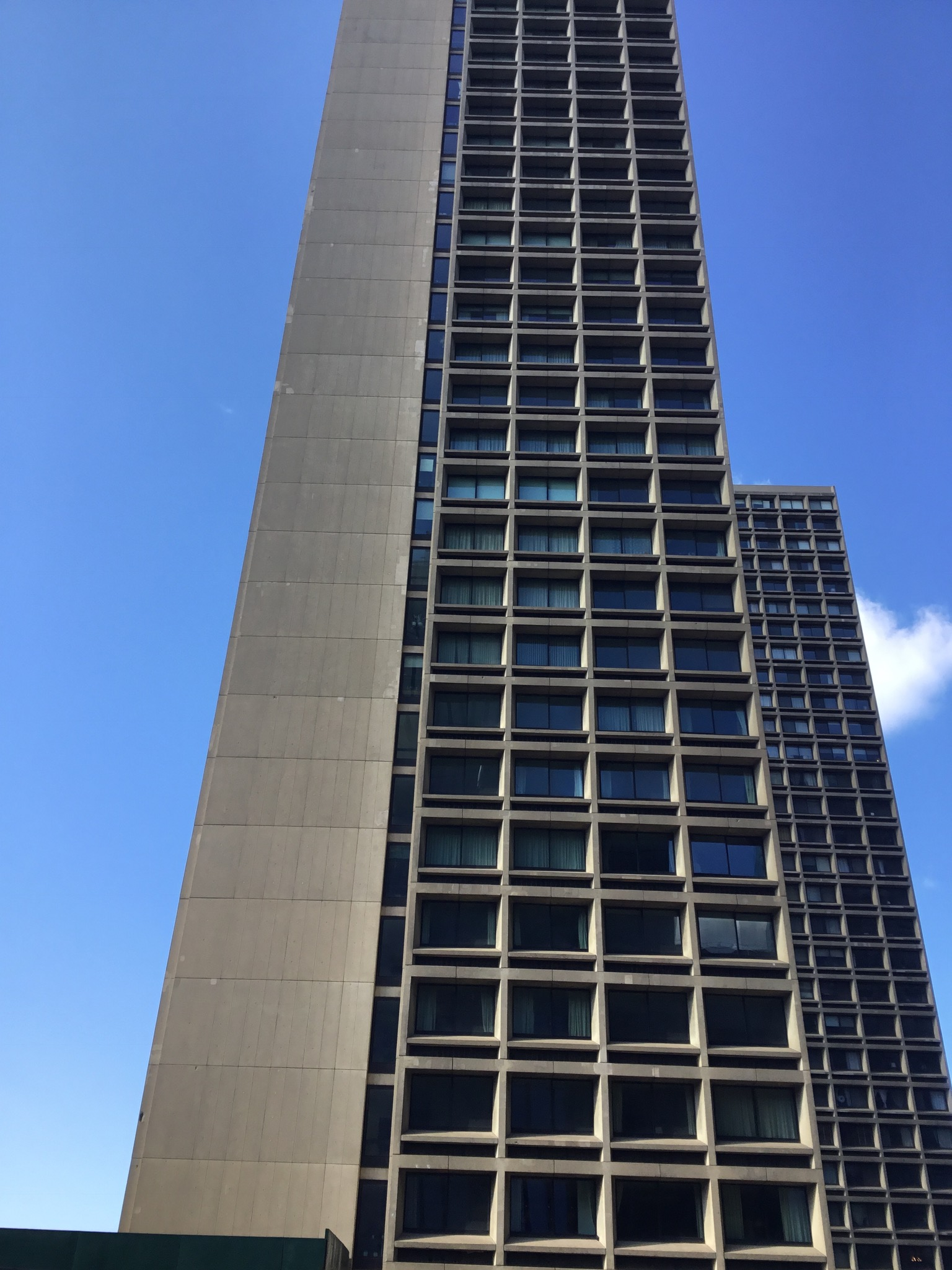

## البناء
يتكون المجمع من ثلاثة أبراج خرسانية مكونة من ثلاثين طابقًا مرتبة في مخطط دولاب الهواء حول 100 قدم (30 متر مربع) من الفناء. تحتوي الأبراج الثلاثة معًا على 535 شقة، مقسمة إلى وحدات مكونة من غرفة نوم واحدة وغرفتين وثلاث غرف نوم. جميع الأبواب والنوافذ مصنوعة من الألومنيوم، مع النوافذ غائرة بعمق في الشبكات الحاملة المكونة من أربعة وثمانية فتحات على جوانب متناوبة لكل برج. تم طرق الخرسانة حول المداخل بالشجيرات لكشف القاعدة الإجمالية للخرسانة جزئيًا. هناك أيضاً جزء من المجمع عبارة عن منطقة خرسانية دائرية في القسم الجنوبي الشرقي من الموقع والتي كانت جزءًا من المخطط الأصلي.

## عمل فني
يوجد في الفناء الموجود في وسط المجمع 36 قدم ( أي 11 م) النحت التكعيبي المعروف بالتمثال النصفي لسيلفيت. كما يشير اسمه، فهو تمثال في محيط الرأس والرقبة والكتفين لامرأة تدعى سيلفيت ديفيد. ابتكرها الفنان النرويجي كارل نيجار في عام 1968 وتم إنجازها بالتعاون مع بابلو بيكاسو، الذي ابتكر لوحة (2 قدم) نسخة من التمثال من المعدن المطوي عام 1954. كان بيكاسو يعيش في جنوب فرنسا عندما التقى بسيلفيت البالغة من العمر 20 عامًا من خلال صديقها توبي جيلينك. كان بيكاسو مفتون بشعرها ووجهها الأشقر، وأصبحت موضوعًا لأكثر من 40 قطعة فنية أنتجها خلال عام 1954  يُعرف التمثال باستخدامه لتقنية بيتوجراف الخاصة بالسفع الرملي للخرسانة لإنشاء أنسجة مختلفة وحصل على جائزة ولاية نيويورك من مجلس ولاية نيويورك للفنون في عام 1969.
ولم تكتمل أبدًا الخطة التي وضعها كريستو وجين كلود في عام 1972 لتغليف التمثال بقماش بني.

## الجوائز والتكريمات
- 1996 – قائمة روبرت آم ستيرن التي تضم 35 معلمًا حديثًا في الانتظار.[19]
- 1969 – فرع نيويورك لمعرض جوائز AIA للبيئة: جائزة إضاءة الشوارع.[5]
- 1967 – المعهد الأمريكي للمهندسين المعماريين : جائزة الشرف الوطنية.[20]
- 1967 – نادي مدينة نيويورك: جائزة ألبرت س. بارد.[21]
- 1966 – جائزة مجلس صناعة الخرسانة .
- 1966 - الحظ : عشرة مباني بلغت ذروتها في عصر.[16]